# Estação Francos Rodríguez
Francos Rodríguez é uma estação da Linha 7 do Metro de Madrid (Espanha).

## História
A estação está localizada sob a confluência da Avenida Pablo Iglesias e da rua que dá nome à estação, entre os distritos de Moncloa-Aravaca e Tetuán. A estação foi aberta ao público em 12 de fevereiro de 1999.